# Goudbuikje
Het goudbuikje (Amandava subflava) is een zeer klein, tot de familie van de prachtvinken (Estrildidae) behorend vogeltje.

## Kenmerken
De bovenzijde is bruin gemengd met olijfgroen, naar de romp toe roder wordend met daar wat rode plekken. Ook het snaveltje is rood. De keel is geel en boven het oog heeft hij een rode streep. De vleugeltjes en staart zijn bruin, buitenste twee staartveren met iets wit, borst en buik oranje tot oranjerood. Op de flanken groen met bruine en gele strepen. Het vrouwtje is minder oranje op de onderzijde en mist de rode oogstreep.
De totale lengte van het goudbuikje is 9 – 9,5 centimeter.

## Verspreiding en leefgebied
De soort komt voor in Afrika, met name van Senegal tot Ethiopië en verder zuidelijk tot Oeganda. Er is zelfs een verwant ras in Zuid-Afrika.
De soort telt drie ondersoorten:
- A. s. subflava: van Mauritanië, Senegal en Gambia tot Ethiopië en Oeganda.
- A. s. niethammeri: van zuidelijk Congo-Kinshasa en noordoostelijk Namibië tot Zambia, Malawi en noordwestelijk Botswana.
- A. s. clarkei: van Kenia en Tanzania tot Zimbabwe en oostelijk Zuid-Afrika.

## Verzorging
Dit zeer kleine vogeltje kan samen met andere kleine soorten in een volière gehouden worden, maar moet 's winters in een verwarmd onderkomen geplaatst worden. Zijn voedsel bestaat uit een wit en geel milletzaad, kanariezaad, trosgierst, groenvoer en een beetje eivoer. Daarnaast moet drinkwater, grit en maagkiezel altijd ter beschikking staan.